# Городенське князівство
Городенське князівство — удільне князівство з центром у Городні (Гродно), що існувало в XII столітті. В XIII столітті розпалося на уділи (Новогрудський та Волковиський), які за невідомих обставин в 1240-х потрапили під контроль князів Великого князівства Литовського.

## Історія
Доля Городенського князівства в XIII столітті джерелами не простежується. Невідомо і те, коли точно і яким чином т. зв. Чорна Русь опинилася в складі Великого Князівства Литовського. Рід Всеволодковичів, можливо, певний час продовжував правити як васали литовських князів. Судячи з імені, до нього належав Волковиський князь Гліб, в 1250-ті (по Галицько-Волинському літопису) визнавав над собою владу Войшелка.
Можливо, у 1224 Городно було розорене німецькими лицарями, 1241 — монголо-татарами.
У 1250 на короткий час захоплено Данилом Галицьким, після чого знову повернуто Міндовгу. Свого сина Романа Даниловича галицький князь посадив у Новогрудку, одруживши на дочці згаданого Гліба Волковиського.

## Князі
- ? — до 1117 Мстислав Всеволодович (гіпотетично)
- 1117 — 1141/1142 Всеволодко Давидович
- 1141/1142 — до 1166 Борис Всеволодович
- до 1166 — 1170 Гліб Всеволодович
- 1170 — після 1183 Мстислав Всеволодкович
- 1370—1382, 1383—1430: Вітовт